# Gerald Meerschaert
Gerald Edward Meerschaert III (Racine, Wisconsin, Estados Unidos, 18 de diciembre de 1987) es un artista marcial mixto estadounidense que actualmente compite en la división de peso mediano de Ultimate Fighting Championship (UFC).

## Primeros años
Nació en Racine, Wisconsin, Estados Unidos. Se entrenó en taekwondo cuando era joven. Comenzó a tocar el saxofón alto en el quinto grado y durante sus años en el Walden III Middle and High School. Más tarde, estudió educación musical en la universidad, con la esperanza de convertirse en profesor de música, antes de decidir hacer de las MMA su carrera después de ver algunos combates locales de MMA y UFC en la televisión. Comenzó a entrenar en MMA a los 19 años.

## Carrera de artes marciales mixtas

### Inicios
Después de una carrera amateur de 1-0, peleó la mayoría de sus combates en su estado natal de Wisconsin de 2007 a 2011 y comenzó a viajar a los estados cercanos para competir después de 2012. Es un luchador activo con un récord de 25-8-0 antes de unirse a UFC.
Comenzó su carrera profesional en las MMA en marzo de 2007, luchando en el Freestyle Combat Challenge 26 el 10 de marzo después de haber entrenado sólo un mes en MMA. Perdió su primer combate contra Jay Ellis por sumisión técnica en el primer asalto. Dos meses después de su primera derrota, se recuperó para conseguir una victoria por sumisión (kimura - doble llave de muñeca invertida). Su tercer combate de MMA tuvo lugar una semana después, el 19 de mayo de 2007, contra Will Pace. Ganó el combate por sumisión en el primer asalto.
Se enfrentó a Kenneth Allen el 12 de enero de 2008 en Freestyle Combat Challenge 32. Ganó el combate por sumisión en el primer asalto. Cinco semanas después, subió a la jaula y compitió contra Caleb Krull y ganó por decisión unánime. Sin tomarse un descanso, volvió a la jaula cuatro semanas después, y esta vez su contrincante fue Alex Carter. Ganó el combate por sumisión en el segundo asalto. Su último combate en Freestyle Combat fue el 3 de mayo de 2008, donde consiguió una victoria por una sumisión.
Hizo un movimiento y se unió a la promoción Madtown Throwdown el 25 de julio de 2008. Su primer debut en la promoción fue enfrentándose a Mike Vaughn. Sin perder mucho tiempo, consiguió subirse a la espalda de Vaughn y ganó el combate por sumisión. Después, se enfrentó a Curtis Bailey. El combate se celebró en Madison, Wisconsin, en el Madtown Throwdown 17. Perdió el combate por sumisión en el segundo asalto.
Después de un año ajetreado en 2009, no pisó la jaula para competir hasta el 2 de mayo de 2009. Luchó contra Kenny Robertson en Madtown Throwdown 19 y perdió por sumisión en el primer asalto.
Comenzó luchando en Gladiators Cage Fighting: Fair Warning el 15 de agosto de 2009, su oponente fue Jacob Kuester y ganó por sumisión. Se enfrentó a Morrison Lamb el 28 de noviembre de 2009 en Racine Fight Night 5. Ganó el combate por sumisión en el primer asalto.
Se enfrentó a Eddie Larrea el 20 de marzo de 2010 en Extreme Cagefigting Organisation 4. Ganó el combate por sumisión. El 17 de abril de 2010, luchó en Combat USA 19. Se abrió paso a puñetazos y noqueó a Jim Klimczyk y le arrebató la victoria.
Su última competición en 2010 fue el 11 de septiembre. Se enfrentó a Sam Alvey, con un récord de 11-1-0, ocupando el puesto número 1 en Wisconsin en la división de peso medio. Compitieron en Combat USA: Championship Tournament Finals en un combate de cinco asaltos por el título de peso medio. En los primeros asaltos, intentó múltiples derribos, pero Alvey consiguió parar la mayoría de ellos; sin embargo, consiguió ganar el combate por sumisión en el quinto asalto y se aseguró la victoria para reinar como campeón de peso medio del Estado de Wisconsin en 2010.
Con un récord de 14-4-0 comenzó su competición en 2011 el 6 de enero, enfrentándose a Dallas O'Malley en Combat USA 24. Ganó el combate por sumisión en el segundo asalto.
Se enfrentó a Herbert Goodman, el antiguo jugador de fútbol americano de los Green Bay Packers, defendiendo su título de peso medio de Wisconsin en Combat USA: Wisconsin State Finals. Perdió el combate por sumisión en el primer asalto.
Seis meses más tarde, pasó a formar parte de la competición del Rogue Warrior Championship 3 en el peso wélter el 6 de septiembre de 2011. Se enfrentó a Eddie Larrea y ganó el combate por estrangulamiento en el primer asalto.
No regresó a la jaula después de perder con Goodman hasta aproximadamente un año y medio más tarde, cuando se unió a la competencia del Rogue Warrior Championship 3 en el combate de peso wélter el 6 de septiembre de 2011. Se enfrentó a Eddie Larrea y ganó el combate por sumisión en el primera asalto. El segundo y también el último combate que tomó para el 2012 fue el 19 de octubre. Se enfrentó a Sergej Juskevic en Score Fighting Series. Perdió el combate por sumisión en el segundo asalto.
Se enfrentó a Anthony Lapsley el 19 de enero de 2013 en un combate de peso acordado (175 libras) en Rocktagon MMA Elite Series 23. Perdió el combate por sumisión. Después se enfrentó a Jay Ellis en King of the Cage: Certified el 20 de abril de 2013 un combate de peso acordado (180 libras). Se recuperó de las dos últimas derrotas y consiguió la victoria por TKO en el primer asalto. Fue a Duluth, Georgia para competir en el National Fighting Championships 58 el 19 de julio de 2013. La pelea fue un combate de 180 libras de peso acordado. Los jueces le otorgaron la victoria tras tres combates contra George Lockhart. El 13 de septiembre de 2013, se enfrentó a Nathan Gunn en otro combate de peso acordado. Ganó el combate por sumisión en el evento Canadian Fighting Championship 8.
Subió al peso medio (185 libras) en 2014 y compitió en el North American Fighting Championship en dos combates. En primer lugar, se enfrentó a Eddie Larrea, al que venció por sumisión en el segundo asalto y pasó a luchar contra Sam Alvey en su segundo encuentro, en el que perdió por decisión unánime. Su último combahe en 2014 fue en septiembre donde luchó en KOTC: Magnum Force contra Matt Lagou. Ganó el combate por sumisión en el primer asalto.
Se enfrentó a Keith Smetana el 27 de junio de 2015 en 4BC: Capital City Punishment. Ganó el combate por TKO en el primer asalto. Su siguiente y último combate en 2015 fue un mes después y ganó por otro TKO (parada médica) contra Lucas Rota.
Comenzó su primer combate en 2016 subiendo a la división de peso semipesado (205 libras). Se enfrentó a Sidney Wheeler el 13 de agosto de 2016 en Valor Fight 36. Ganó el combate por sumisión en el primer asalto. Su último combate antes de entrar en UFC fue el 26 de octubre de 2016, enfrentándose a Chase Waldon en Resurrection Fighting Alliance (RFA) en un combate de peso medio. Ganó el combate por sumisión en el primer asalto, lo que le valió el Campeonato de Peso Medio de la RFA.

### Ultimate Fighting Championship

#### 2016
Meerschaert debutó en UFC contra Joe Gigliotti el 9 de diciembre de 2016, en UFC Fight Night 102. Ganó la pelea por sumisión en el primer asalto. Esta victoria lo hizo merecedor de su primer premio de Actuación de la Noche.

#### 2017
Meerschaert enfrentó a Ryan Janes el 19 de febrero de 2017, en UFC Fight Night 105. Ganó la pelea por sumisión en el primer asalto.
Meerschaert enfrentó a Thiago Santos el 8 de julio de 2017, en UFC 213. Perdió la pelea por TKO en el segundo asalto.
Meerschaert enfrentó a Eric Spicely el 1 de diciembre de 2017, en The Ultimate Fighter 26 Finale. Ganó la pelea por TKO en el segundo asalto. Esta victoria lo hizo merecedor de su segundo premio de Actuación de la Noche.

#### 2018
Meerschaert enfrentó a Oskar Piechota el 6 de julio de 2018, en The Ultimate Fighter 27 Finale. Ganó la pelea por sumisión técnica en el segundo asalto.
Meerschaert enfrentó a Jack Hermansson el 15 de diciembre de 2018, en UFC on Fox 31. Perdió la pelea por sumisión en el primer asalto.

#### 2019
Meerschaert  enfrentó a Kevin Holland el 30 de marzo de 2019, en UFC on ESPN 2. Perdió la pelea por decisión dividida.
Meerschaert enfrentó a Trevin Giles el 3 de agosto de 2019, en UFC on ESPN 5. Ganó la pelea por sumisión en el tercer asalto.
Meerschaert enfrentó a Eryk Anders el 12 de octubre de 2019, en UFC Fight Night 161.  Perdió la pelea por decisión dividida.

#### 2020
Meerschaert enfrentó a Deron Winn el 7 de marzo de 2020 en UFC 248. Ganó la pelea por sumisión en el tercer asalto.
Meerschaert estaba programado para enfrentar a Ian Heinisch el 6 de junio de 2020, en UFC 250. Sin embargo, dos días antes de la pelea la esquina de Heinisch dio positivo por COVID-19. Heinisch fue retirado del evento y reemplazado por el debutante Anthony Ivy. Posteriormente, la esquina en cuestión fue sometido a una nueva prueba y se demostró que la prueba inicial era un falso positivo y Heinisch fue reincorporado a la cartelera. Finalmente, Meerschaert enfrentó a Heinisch como estaba previsto inicialmente y perdió la pelea por TKO en el primer asalto.
Se esperaba que Meerschaert enfrentara a Ed Herman en una pelea de peso semipesado el 1 de agosto de 2020, en UFC Fight Night 173. El día del evento, Meerschaert se retiró por haber dado positivo por COVID-19 y la pelea fue cancelada. La pelea fue reprogramada para el 12 de septiembre de 2020, en UFC Fight Night 177. Sin embargo, Meerschaert volvió a retirarse de la pelea por razones no reveladas y fue reemplazado por John Allan.
Meerschaert enfrentó a Khamzat Chimaev el 19 de septiembre de 2020, en UFC Fight Night 178. Perdió la pelea por KO en el primer asalto.

#### 2021
Meerschaert enfrentó a Bartosz Fabiński el 17 de abril de 2021, en UFC on ESPN 22. Ganó la pelea por sumisión técnica en el primer asalto. Esta victoria lo hizo merecedor de su tercero premio de Actuación de la Noche.
Meerschaert enfrentó a Makhmud Muradov el 28 de agosto de 2021, en UFC on ESPN 30. Ganó la pelea por sumisión en el segundo asalto. Esta victoria lo hizo merecedor de su cuarto premio de Actuación de la Noche.
Se esperaba que Meerschaert enfrentara a Abusupiyan Magomedov el 18 de diciembre de 2021, en UFC Fight Night 45. Sin embargo, Magomedov se vio obligado a retirarse del evento por problemas de visa y fue reemplazado por Dustin Stoltzfus. Ganó la pelea por sumisión en el tercer asalto.

#### 2022
Meerschaert enfrentó a Krzysztof Jotko el 30 de abril de 2022, en UFC on ESPN 35. Perdió la pelea por decisión unánime.
Meerschaert enfrentó a Bruno Silva el 13 de agosto de 2022, en UFC on ESPN 41 Ganó la pelea por sumisión en el tercer asalto.

#### 2023
Meerschaert enfrentó a Joe Pyfer el 8 de abril de 2023, en UFC 287. Perdió la pelea por TKO en el primer asalto.
Meerschaert enfrentó a Andre Petroski el 19 de agosto de 2023, en UFC 292. Perdió la pelea por decisión dividida.

#### 2024
Meerschaert enfrentó a Bryan Barberena el 16 de marzo de 2024, en UFC Fight Night 239. Ganó la pelea por sumisión en el segundo asalto.
Meerschaert enfrentó a Edmen Shahbazyan el 24 de agosto de 2024, en UFC on ESPN 62. Ganó la pelea por sumisión en el segundo asalto. Con su duodécima finalización en UFC, Meershaert superó a Anderson Silva por la mayor cantidad de finalizaciones en la historia de la división de peso mediano de UFC. Esta pelea lo hizo merecedor de su quinto premio de Actuación de la Noche.

## Vida personal
El apodo de "The Machine" fue acuñado por sus amigos después de verle esforzarse constantemente en el gimnasio sin tomarse realmente ningún descanso.
Es un saxofonista alto. Meerschaert está casado con Kerrielle Meerschaert, que es representante de dispositivos médicos. La pareja tiene un hijo llamado Bronx.

## Campeonatos y logros
- Ultimate Fighting Championship
  - Actuación de la Noche (Cinco veces) vs. Eric Spicely, Joe Gigliotti y Bartosz Fabiński, Makhmud Muradov y Edmen Shahbazyan[38][45][70][73][87]
  - Mayor cantidad de victorias por sumisión en la historia de la división de peso mediano de UFC (10)[90]
  - Mayor cantidad de finalizaciones en la historia de la división de peso mediano de UFC (12)[91]
  - Porcentaje de victorias por finalización más alto en la historia de UFC (11 finalizaciones / 11 victorias - 100%) (Mínimo 10 victorias en UFC)
  - Segundo con mayor porcentaje de victorias por sumisión en la historia de UFC (10 sumisiones / 11 victorias - 90%)
  - Segundo con mayor cantidad de intentos de sumisión en la historia de la división de peso mediano de UFC (18)[92]
  - Empatado (con Nate Diaz y Royce Gracie) por la cuarta mayor cantidad de sumisiones en la historia de UFC (10)[93]
- Resurrection Fighting Alliance (RFA)
  - Campeonato de Peso Medio (una vez) vs. Chase Waldon[35]
- Combat USA Championship
  - Campeonato Estatal de Peso Medio de Wisconsin (una vez) vs. Sam Alvey[24]

## Récord en artes marciales mixtas
| Récord profesional | Récord profesional | Récord profesional |
| 54 peleas          | 37 victorias       | 18 derrotas        |
| ------------------ | ------------------ | ------------------ |
| Nocaut             | 6                  | 4                  |
| Sumisión           | 29                 | 9                  |
| Decisión           | 2                  | 5                  |

| Resultado | Récord | Oponente          | Método                              | Evento                                              | Fecha                    | Ronda | Tiempo | Localización               | Notas                                                                 |
| --------- | ------ | ----------------- | ----------------------------------- | --------------------------------------------------- | ------------------------ | ----- | ------ | -------------------------- | --------------------------------------------------------------------- |
| Derrota   | 37–18  | Reinier de Ridder | Sumisión (arm-triangle choke)       | UFC Fight Night: Magny vs. Prates                   | 9 de noviembre de 2024   | 3     | 1:44   | Las Vegas, Nevada          |                                                                       |
| Victoria  | 37–17  | Edmen Shahbazyan  | Sumisión (arm-triangle choke)       | UFC on ESPN: Cannonier vs. Borralho                 | 24 de agosto de 2024     | 2     | 4:12   | Las Vegas, Nevada          | Actuación de la Noche.                                                |
| Victoria  | 36–17  | Bryan Barberena   | Sumisión técnica (face crank)       | UFC Fight Night: Tuivasa vs. Tybura                 | 9 de marzo de 2024       | 2     | 4:23   | Las Vegas, Nevada          |                                                                       |
| Derrota   | 35–17  | Andre Petroski    | Decisión (dividida)                 | UFC 292                                             | 19 de agosto de 2023     | 3     | 5:00   | Boston, Massachusetts      |                                                                       |
| Derrota   | 35-16  | Joe Pyfer         | TKO (golpes)                        | UFC 287                                             | 8 de abril de 2023       | 1     | 3:15   | Miami, Florida             |                                                                       |
| Victoria  | 35-15  | Bruno Silva       | Sumisión (guillotine choke)         | UFC on ESPN: Vera vs. Cruz                          | 13 de agosto de 2022     | 3     | 1:39   | San Diego, California      |                                                                       |
| Derrota   | 34-15  | Krzysztof Jotko   | Decisión (unánime)                  | UFC on ESPN: Font vs. Vera                          | 30 de abril de 2022      | 3     | 5:00   | Las Vegas, Nevada          |                                                                       |
| Victoria  | 34-14  | Dustin Stoltzfus  | Sumisión (rear-naked choke)         | UFC Fight Night: Lewis vs. Daukaus                  | 18 de diciembre de 2021  | 3     | 2:58   | Las Vegas, Nevada          |                                                                       |
| Victoria  | 33-14  | Makhmud Muradov   | Sumisión (rear-naked choke)         | UFC on ESPN: Barboza vs. Chikadze                   | 28 de agosto de 2021     | 2     | 1:49   | Las Vegas, Nevada          | Actuación de la Noche.                                                |
| Victoria  | 32-14  | Bartosz Fabiński  | Sumisión (guillotine choke)         | UFC on ESPN: Whittaker vs. Gastelum                 | 17 de abril de 2021      | 1     | 2:00   | Las Vegas, Nevada          | Actuación de la Noche.                                                |
| Derrota   | 31-14  | Khamzat Chimaev   | KO (puñetazo)                       | UFC Fight Night: Covington vs. Woodley              | 19 de septiembre de 2020 | 1     | 0:17   | Las Vegas, Nevada          |                                                                       |
| Derrota   | 31-13  | Ian Heinisch      | TKO (golpes)                        | UFC 250                                             | 6 de junio de 2020       | 1     | 1:14   | Las Vegas, Nevada          |                                                                       |
| Victoria  | 31-12  | Deron Winn        | Sumisión (rear-naked choke)         | UFC 248                                             | 7 de marzo de 2020       | 3     | 2:14   | Las Vegas, Nevada          | Winn dio positivo por anfetaminas.                                    |
| Derrota   | 30-12  | Eryk Anders       | Decisión (dividida)                 | UFC Fight Night: Joanna vs. Waterson                | 12 de octubre de 2019    | 3     | 5:00   | Tampa, Florida             |                                                                       |
| Victoria  | 30-11  | Trevin Giles      | Sumisión (guillotine choke)         | UFC on ESPN: Covington vs. Lawler                   | 3 de agosto de 2019      | 3     | 1:49   | Newark, Nueva Jersey       |                                                                       |
| Derrota   | 29-11  | Kevin Holland     | Decisión (dividida)                 | UFC on ESPN: Barboza vs. Gaethje                    | 30 de marzo de 2019      | 3     | 5:00   | Filadelfia, Pensilvania    |                                                                       |
| Derrota   | 29-10  | Jack Hermansson   | Sumisión (guillotine choke)         | UFC on Fox: Lee vs. Iaquinta 2                      | 15 de diciembre de 2018  | 1     | 4:25   | Milwaukee, Wisconsin       |                                                                       |
| Victoria  | 29-9   | Oskar Piechota    | Sumisión técnica (rear-naked choke) | The Ultimate Fighter: Undefeated Finale             | 6 de julio de 2018       | 2     | 4:55   | Las Vegas, Nevada          |                                                                       |
| Victoria  | 28-9   | Eric Spicely      | TKO (patada al cuerpo)              | The Ultimate Fighter: A New World Champion Finale   | 1 de diciembre de 2017   | 2     | 2:18   | Las Vegas, Nevada          | Actuación de la Noche.                                                |
| Derrota   | 27-9   | Thiago Santos     | TKO (golpes)                        | UFC 213                                             | 8 de julio de 2017       | 2     | 2:04   | Las Vegas, Nevada          |                                                                       |
| Victoria  | 27-8   | Ryan Janes        | Sumisión (armbar)                   | UFC Fight Night: Lewis vs. Browne                   | 19 de febrero de 2017    | 1     | 1:34   | Halifax, Nueva Escocia     |                                                                       |
| Victoria  | 26-8   | Joe Gigliotti     | Sumisión (anaconda choke)           | UFC Fight Night: Lewis vs. Abdurakhimov             | 9 de diciembre de 2016   | 1     | 4:12   | Albany, Nueva York         | Actuación de la Noche.                                                |
| Victoria  | 25-8   | Chase Waldon      | Sumisión (arm-triangle choke)       | Resurrection Fighting Alliance                      | 26 de octubre de 2016    | 1     | 1:44   | Prior Lake, Minnesota      | Ganó el Campeonato de Peso Mediano de la RFA. Regreso a peso mediano. |
| Victoria  | 24-8   | Sidney Wheeler    | Sumisión (kimura)                   | Valor Fights 36                                     | 13 de agosto de 2016     | 1     | 1:22   | Gatlinburg, Tennessee      | Debut en peso semipesado.                                             |
| Victoria  | 23-8   | Lucas Rota        | TKO (parada médica)                 | Titan FC 34                                         | 18 de julio de 2015      | 3     | 0:50   | Kansas City, Misuri        |                                                                       |
| Victoria  | 22-8   | Keith Smetana     | TKO (golpes)                        | 4BC: Capital City Punishment                        | 27 de junio de 2015      | 1     | 1:51   | Bismarck, Dakota del Norte |                                                                       |
| Victoria  | 21-8   | Matt Lagou        | Sumisión (arm-triangle choke)       | KOTC: Magnum Force                                  | 27 de septiembre de 2014 | 1     | 1:26   | Carlton, Minnesota         |                                                                       |
| Derrota   | 20-8   | Sam Alvey         | Decisión (unánime)                  | North American Fighting Championship                | 31 de mayo de 2014       | 3     | 5:00   | Milwaukee, Wisconsin       |                                                                       |
| Victoria  | 20-7   | Eddie Larrea      | Sumisión (arm-triangle choke)       | North American Fighting Championship: Super Brawl 2 | 31 de enero de 2014      | 2     | 1:05   | Milwaukee, Wisconsin       | Regreso a peso mediano.                                               |
| Victoria  | 19-7   | Nathan Gunn       | Sumisión (guillotine choke)         | Canadian Fighting Championship 8                    | 13 de septiembre de 2013 | 2     | 2:00   | Winnipeg, Manitoba         | Pelea en peso pactado (180 lbs).                                      |
| Victoria  | 18-7   | George Lockhart   | Decisión (unánime)                  | National Fighting Championship 58                   | 19 de julio de 2013      | 3     | 5:00   | Duluth, Georgia            | Pelea en peso pactado (180 lbs).                                      |
| Victoria  | 17-7   | Jay Ellis         | TKO (golpes)                        | KOTC: Certified                                     | 20 de abril de 2013      | 1     | 1:03   | Keshena, Wisconsin         |                                                                       |
| Derrota   | 16-7   | Anthony Lapsley   | Sumisión (rear-naked choke)         | Rocktagon MMA Elite Series 23                       | 19 de enero de 2013      | 1     | 1:15   | Cleveland, Ohio            | Pelea en peso pactado (175 lbs).                                      |
| Derrota   | 16-6   | Sergej Juskevic   | Sumisión (kneebar)                  | Score Fighting Series 6                             | 19 de octubre de 2012    | 1     | 4:32   | Sarnia, Ontario            |                                                                       |
| Victoria  | 16-5   | Eddie Larrea      | Sumisión (rear-naked choke)         | Rogue Warrior Championships 3                       | 6 de septiembre de 2012  | 1     | 3:35   | Green Bay, Wisconsin       |                                                                       |
| Derrota   | 15-5   | Herbert Goodman   | Sumisión (rear-naked choke)         | Combat USA: Wisconsin State Finals                  | 22 de abril de 2011      | 1     | 1:28   | Green Bay, Wisconsin       |                                                                       |
| Victoria  | 15-4   | Dallas O'Malley   | Sumisión (guillotine choke)         | Combat USA 24                                       | 6 de enero de 2011       | 2     | 0:38   | Green Bay, Wisconsin       |                                                                       |
| Victoria  | 14-4   | Sam Alvey         | Sumisión (guillotine choke)         | Combat USA: Championship Tournament Finals          | 11 de septiembre de 2010 | 5     | 4:08   | Green Bay, Wisconsin       |                                                                       |
| Victoria  | 13-4   | Ron Faircloth     | Sumisión (rear-naked choke)         | Madtown Throwdown Worlds Collide                    | 10 de julio de 2010      | 2     | 3:34   | Madison, Wisconsin         |                                                                       |
| Victoria  | 12-4   | Jim Klimczyk      | TKO (golpes)                        | Combat USA - 19                                     | 17 de abril de 2010      | 1     | 2:56   | Wausau, Wisconsin          |                                                                       |
| Victoria  | 11-4   | Eddie Larrea      | Sumisión (arm-triangle choke)       | Extreme Cagefighting Organisation 4                 | 20 de marzo de 2010      | 2     | 0:52   | Wisconsin Dells, Wisconsin |                                                                       |
| Victoria  | 10-4   | Morrison Lamb     | Sumisión (guillotine choke)         | Racine Fight Night 5                                | 28 de noviembre de 2009  | 1     | 1:02   | Racine, Wisconsin          |                                                                       |
| Victoria  | 9-4    | Jacob Kuester     | Sumisión (neck crank)               | Gladiators Cage Fighting: Fair Warning              | 15 de agosto de 2009     | 1     | 1:14   | Milwaukee, Wisconsin       |                                                                       |
| Derrota   | 8-4    | Kenny Robertson   | Sumisión (kneebar)                  | Madtown Throwdown 19                                | 2 de mayo de 2009        | 1     | 3:15   | Madison, Wisconsin         |                                                                       |
| Derrota   | 8-3    | Curtis Bailey     | Sumisión (guillotine choke)         | Madtown Throwdown 17                                | 10 de octubre de 2008    | 1     | 1:19   | Madison, Wisconsin         |                                                                       |
| Victoria  | 8-2    | Mike Vaughn       | Sumisión (rear-naked choke)         | Madtown Throwdown 16                                | 25 de julio de 2008      | 2     | N/A    | Madison, Wisconsin         |                                                                       |
| Victoria  | 7-2    | Ryan Scheeper     | Sumisión (armbar)                   | Freestyle Combat Challenge 35                       | 3 de mayo de 2008        | 1     | 0:40   | Racine, Wisconsin          |                                                                       |
| Victoria  | 6-2    | Alex Carter       | Sumisión (triangle choke)           | Freestyle Combat Challenge 34                       | 29 de marzo de 2008      | 2     | N/A    | Kenosha, Wisconsin         |                                                                       |
| Victoria  | 5-2    | Caleb Krull       | Decisión (unánime)                  | Freestyle Combat Challenge 33                       | 23 de febrero de 2008    | 3     | 3:00   | Kenosha, Wisconsin         |                                                                       |
| Victoria  | 4-2    | Kenneth Allen     | Sumisión (triangle choke)           | Freestyle Combat Challenge 32                       | 12 de enero de 2008      | 1     | N/A    | Kenosha, Wisconsin         |                                                                       |
| Derrota   | 3-2    | Daisuke Hanazawa  | Sumisión (kimura)                   | Freestyle Combat Challenge 29                       | 11 de agosto de 2007     | 1     | N/A    | Racine, Wisconsin          |                                                                       |
| Victoria  | 3-1    | Will Pace         | Sumisión (rear-naked choke)         | Freestyle Combat Challenge 28                       | 19 de mayo de 2007       | 1     | N/A    | Racine, Wisconsin          |                                                                       |
| Victoria  | 2-1    | Shane Kruchten    | TKO (golpes)                        | Freestyle Combat Challenge 27                       | 12 de mayo de 2007       | 2     | N/A    | Waukegan, Illinois         |                                                                       |
| Derrota   | 1-1    | Jay Ellis         | Sumisión técnica (choke)            | Freestyle Combat Challenge 26                       | 10 de marzo de 2007      | 1     | N/A    | Kenosha, Wisconsin         |                                                                       |
| Victoria  | 1-0    | Fernando Gómez    | Sumisión (rear-naked choke)         | Freestyle Combat Challenge 25                       | 13 de enero de 2007      | 1     | N/A    | Kenosha, Wisconsin         |                                                                       |